# Obolinga zanonii
Obolinga zanonii är en ärtväxtart som beskrevs av Rupert Charles Barneby. Obolinga zanonii ingår i släktet Obolinga och familjen ärtväxter. Inga underarter finns listade i Catalogue of Life.